# Concilio de Jerusalén (536)
El Concilio de Jerusalén de 536 fue una reunión de representantes calcedonios de la iglesia de las Tres Palestinas ( Prima,  Secunda,  Tertia) para condenar a ciertas personas acusadas de la  herejía monofisita. Fue convocada por iniciativa del emperador romano Justiniano I tras la dimisión forzosa del patriarca Antimo I de Constantinopla en febrero o marzo, acontecimiento en el que el Papa Agapito I había tenido un papel principal.
Después del Concilio de Constantinopla en mayo-junio de 536, el patriarca Menas de Constantinopla escribió al patriarca Pedro de Jerusalén instándolo a celebrar un concilio de las Tres Palestinas para condenar a los mismos herejes que había en Constantinopla: Antimo, Severo de Antioquía, Zoora el Estilita y Pedro de Apamea. El emperador también envió una carta. Estas cartas fueron entregadas por los monjes del desierto de Judea que habían viajado a Constantinopla para participar allí en el concilio. Dado que Jerusalén solo había sido elevada a patriarcado por el Concilio de Calcedoniaen 451, los anticalcedonios no aceptaron la autoridad del obispo de la ciudad sobre la iglesia en las Tres Palestinas.
El concilio se reunió el 19 de septiembre de 536 en Jerusalén (formalmente Aelia Capitolina). Llevaba a cabo sus negociaciones en griego. Sus actas se conservan en la colección conocida como Collectio Sabbaitica. Se leyeron los veredictos del Concilio de Constantinopla y el clero reunido en Jerusalén discutió sobre los cuatro clérigos condenados. Su propio veredicto, sin embargo, solo condenó explícitamente a Antimo. Fue suscrito por 47 obispos, que era casi todos los obispos de las Tres Palestinas. No hay una secuencia lógica en las suscripciones y todas se hicieron en griego.

## Lista de obispados firmantes
La lista de 47 obispos parece estar casi completa para las Tres Palestinas. Entre las sedes conocidas de la antigua Palestina, sólo los obispados de Diospolis, Maiuma de Ascalón, Maiuma de Gaza y Zoara existían probablemente en 536 y no están representados en las suscripciones.
1. Aelia (Jerusalén)
2. Caesarea
3. Scythopolis
4. Tiberíades
5. Sariphaia
6. Gabae
7. Raphia
8. Joppe
9. Augustopolis
10. Abila
11. Azotus
12. Sozousa
13. Arda, possibly Orda in Gerar
14. Eleutheropolis
15. Jericó
16. Areopolis
17. Diara, probably Dora
18. Al Karak
19. the city of the Menutai, that is, Menois
20. Pella
21. Bitulion
22. Isla de Tirán
23. Elousa
24. Gaza
25. Petra
26. Nicopolis
27. Gadara
28. Helenopolis
29. Diocaesarea
30. Ciudad de Bakanoi, probablemente Bacatha
31. Ascalon
32. Phaino
33. Arindela
34. Sycomazon
35. Neapolis
36. Parembolai
37. Ciudad de Libisioi, posiblemente Livias
38. Maximianopolis
39. Sebastia
40. Jamnia
41. Iksal
42. Gazara
43. Aila
44. Hippos
45. Capitolias
46. Amathous
47. Anthedon